# Хусеин Хоџић
Хусеин Хусо Хоџић (Тешањ, 10. октобар 1913 — Буковица, код Латаша, 29. октобар 1942), учесник Народноослободилачке борбе и народни херој Југославије.

## Биографија
Рођен је 10. октобра 1914. године у Тешњу, код Добоја. Одрастао је у сиромашној породици, па се школовао у веома тешким условима. У јесен 1935. године уписао је Пољопривредно-шумарски факултет у Земуну. Непосредно пред почетка Другог светског рата, као апсолвент се запослио у Пољопривредној школи у Тешњу.
За време студија био је активан у револуционарном студентском покрету. Најпре је постао члан Савеза комунистичке омладине Југославије (СКОЈ), а 1940. године је примљен у чланство Комунистичке партије Југославије (КПЈ). Као представник студената Пољопривредно-шумарског факултета, био је јануара 1938. године изабран у Управу Потпорног удружења на Београдском универзитету. Крајем 1939. године, у време заоштрених политичких прилика насталих након демонстрација од 14. децембара 1939, био је члан редакције листа „Наш студент”.
Поред Београда, политички је деловао и у родном крају, најчешће током распуста, а нарочито након запослења у школи. Деловао је међу омладином па је почетком 1941. године формирао актив Савеза комунистичке омладине Југославије, који је имао 12 чланова. Након окупације Југославије, Хусеин је по налогу Окружног комитета КПЈ за Тузлу, остао у Тешњу, где је радио на организовању партијске организације. Свих 12 чланова скојевске организације, коју је формирао, ступили су у партизане, а захваљујући његовим политичким радом Тешањ је дао 30 првобораца. Такође, народ овог краја је дао знатну подршку Народноослободилачком покрету (НОП).
Марта 1942. године, по партијском задатку је отишао на ослобођену територију. Прве борбе у којима је учествовао вођене су у близини Теслића и у њима се показао као храбар борац. Крајем марта је био укључен у Пролетерски батаљон Босанке крајине, у коме је 25. марта 1942. године био постављен за политичког комесара Друге грмечке чете. Са овом јединицом, водио је тешке борбе са четницима код Јелањске и са усташама, код Доње Лепенице. Пошто је у батаљону био најстарији по чланству у КПЈ, био је постављен за партијског руководиоца.
Након формирања, Пролетерски батаљон је деловао на терену Четвртог крајишког партизанског одреда, али након серије четничких пучева, батаљон се нашао у веома тешкој ситуацији и водио је тешке борбе са четницима. Један од најтежих сукоба био је на планини Мотајици, 8. јуна 1942. године, када је у борбама са четничким и немачко-домобранским снагама батаљон претрпео велике губитке, у којима је био преполовљен. Тада је страдао цео Штаб батаљона, па је приликом формирања новог руководства Хусеин био изабран за секретара Партијског бироа.
Након трагедије на Мотајици, ново руководство батаљона је донело одлуку да се повуче из Босанске крајине, јер су сви прилази Козари били блокирани, због непријатељске офанзиве на Козару. После напорног марша од неколико дана, без водича и у врло тешким условима, батаљон је прешао Саву и железничку пругу Београд—Загреб и дошао на сектор Штаба славонске оперативне зоне, где су се повезали са славонским партизанским јединицама. Током борби у Славонији, страдао је део командног кадра, па је Хусеин био постављен за команданта Пролетерског батаљона. У другој половини октобра 1942. године батаљон се вратио из Славоније на Козару, пробијајући се поред Пакраца и Босанске Дубице и савлађујући непријатељске заседе на запоседнутој прузи.
Након повратка на Козару, у једној од првих борби која је вођена код Драксенића, била је заробљена група домобрана. Међу заробљеницима, Хусеин је препознао једног свог земљака из Тешња, кога је познавао из школе, а били су и даљи рођаци. Заробљени домобран је изразио жељу да остане у партизанима, а Хусеина је то позитивно изненадило јер су раније били различитих политичких мишљења. Неколико дана касније, била му је враћена и пушка. У близини подкозарског села Буковица, код Лакташа, 29. октобра 1942. године, заробљени домобран је искористио тренутак непажње и пришао Хусеину док се умивао и испалио му метак у груди, а потом извршио самоубиство.
Указом председника Федеративне Народне Републике Југославије Јосипа Броза Тита, 27. новембра 1953. године, проглашен је за народног хероја.